# Platystethus archetypus
Platystethus archetypus är en skalbaggsart som beskrevs av Samuel Hubbard Scudder 1900. Platystethus archetypus ingår i släktet Platystethus och familjen kortvingar. Inga underarter finns listade i Catalogue of Life.